# Thuggee
Thuggee és el nom amb el qual es va conèixer una organització criminal de l'Índia que va existir al 1830 liderada per Thug Behram qui va matar 931 persones. S'estima que en total l'organització va matar 3.000 persones.